# جواد ناجي
جواد ناجي عوض حرز الله (وُلد في 11 يوليو 1950 في يعبد – ) اقتصادي فلسطيني، شغل منصب وزير وزارة الاقتصاد الوطني في حكومات سلام فياض الثالثة، ورامي الحمد الله الأولى والثانية.

## الحياة العملية
- عُين في 27 ديسمبر 1994، وكيلًا مساعدًا لوزارة الصناعة الفلسطينية.[4]
- عُين في 6 مارس 2005، وكيلًا لوزارة الاقتصاد الوطني الفلسطيني.[5]
- عُين في 27 سبتمبر 2005، رئيسًا تنفيذيًا للهيئة الوطنية لشؤون الصناديق والهيئات المالية والإنمائية العربية والإسلامية.[6]
- في 15 مارس 2008، نُقل من منصبه وكيلًا لوزارة الاقتصاد الوطني الفلسطيني وعُين مستشارًا لرئيس الوزراء لشؤون الصناديق والهيئات المالية والإنمائية العربية والإسلامية وبدرجة وزير.[7]
- في 16 مايو 2012، عُين وزيرًا لوزارة الاقتصاد الوطني الفلسطيني ضمن الحكومة الفلسطينية الرابعة عشر برئاسة سلام فياض.[1]
- في 4 ديسمبر 2012، عُين بصفته وزيرًا للاقتصاد الوطني رئيسًا لمجلس إدارة مؤسسة المواصفات والمقاييس الفلسطينية.[8]
- في 6 يونيو 2013، عُين وزيرًا لوزارة الاقتصاد الوطني الفلسطيني ضمن الحكومة الفلسطينية الخامسة عشر والسادسة عشر برئاسة رامي الحمد الله.[2][3]